# Torre Millàs
La Torre Millàs és una obra de Girona inclosa a l'Inventari del Patrimoni Arquitectònic de Catalunya.

## Descripció
És un edifici de planta rectangular, de planta baixa i dos pisos, amb teulat a dues aigües i carener perpendicular a la façana principal. A la part posterior s'ha afegit un cossos més recents, igual que a la part esquerra de la façana principal. La façana principal, segueix una composició simètrica de portes a planta baixa i finestres a la resta. Totes les obertures són de llinda planera, i n'hi ha moltes tapiades. De la façana lateral dreta cal ressaltar els seguit de quatre arquets de punt rodó de la coberta, tapiats, i amb modillons sobresortits i amb incisions circulars als laterals i de cara a la finestra. La façana lateral esquerra té una aresta de pedra clara que demostra un primer cos i una ampliació posterior. La porta d'accés és de llinda planera gran, i al costat n'hi ha d'altres amb restes de brancals treballats.